# Ябланишко ждрело
Ябланишкото ждрело е каньоновиден пролом на река Ябланица (десен приток на Ерма) в Западна България, между най-югозападната част на планината Гребен на изток и североизточните склонове на Ездимирска планина на запад, в Община Трън, област Перник, на около 5 km североизточно от град Трън.

## Географско описание
Цялата дължина на ждрелото е около 4 km, а средната му надморската височина е около 680 m. Започва на около 3 km северозападно от село Филиповци, при моста на шосето Брезник – Трън, на 738 m н.в. и се насочва на северозапад. След около 2 km е средата на ждрелото, където реката завива на север и тук надморската му височина е около 680 m. Завършва южно от село Банкя на 632 m н.в. По цялото си протежение ждрелото заобикала от запад връх Гарванов камък (1008 m).
Ждрелото е пролом с множество водопади, прагове, еврозионни котли, изворчета, пещери, скални стени и кули. Забележително е съчетанието на вода, скали и растителност.  Само на няколко квадратни метра се срещат десетки дървесни, храстови и тревни видове. Някои от тях са изключително красиви, като например люляка през май или смрадликата през септември и октомври, а най-вече изключително рядката, срещаща се само на Балканския полуостров фрайхенбахова перуника, която може да се види през юни. В маршрута на еко-пътеката по Ябланишкото ждрело може да се видят малката пещера Меча дупка и популярния в региона Зелени вир, както и една миниатюрна пещеричка в скалите вдясно от пътеката малко преди вира.

## Маршрут
На ждрелото е построена екопътека с дължина около 2 km, иначе е непристъпно за обикновени туристи. За да се стигне до нея е необходимо от София се пътува за Брезник, а след това да се продължи за Трън. Непосредствено преди да се стигне градът, пътят напуска долината на река Ябланица, набира височина с няколко серпентини по баира на Ездимирската планина, след което излиза на висока поляна, от която има отклонение вдясно за село Банкя.
Ако преминете билото и се спуснете по наклона, след който започват първите къщи на Трън, значи сте подминали отклонението! По тесния път за селото, който също предлага хубава гледка, след около 3-4 км се стига до началото на Банкя. Вдясно след реката се намира фабрика за бутилиране на водата „Tornspring“ – модерна едноетажна сграда. Спира се на паркинга след заведението, след което се върви около 190 метра по стръмна улица в посока север, след което се завива надясно. Там започва екопътеката – има табела. Продължава се през поляна и след нея се навлиза в гора по същата пътека (в посока юг), около 25-30 минути. Постепенно пътеката слиза надолу до реката, преминавайки през влажни места – обрасли с коприва и огромните листа на дива тиква, след малка полянка пред нас е реката, пресича се по дървен мост и след около 4-5 мин. започва началото на ждрелото. Ходи се пеша около 30 минути, главно през гора в посока юг, отново се излиза на реката, пресича се чрез дървен мост и след около 5 мин. започва началото на каньона.
След заслона Меча дупка – естествена пещера с дължина 15 метра и височина на тавана 5 метра, следват серпентини и стръмно изкачващи се и слизащи участъци, дървени мостчета над почти отвесните скали, под които са бурните въртопи на реката.  Центъра на това ждрело е Зелени вир, където може да се почива и направи пикник. От тук нататък следват няколко преминавания по мостове, закрепени по отвесните скали над реката. Ширината на ждрелото е няколко метра, а някъде долу са бързеите на ревящата река. Гледката е уникална. Следващ  мост отвежда любителите на дивата природа  до отвъдния бряг, а оттам след нова серия от стълби се стига до поредния мост, откъдето следва дългото изкачване по височините. Не е препоръчително да продължава по-нататък – пътеката се губи сред шубраците, на места съвсем изчезва. Въпреки удобството на стълби и мостове, които предлага екопътеката, преминаването на ждрелото от нетренирани туристи е доста изтощително. Маршрутът до Зелени вир не е тежък, по-трудното изкачване започва след вира.Tам е и най-тясната и висока част
на ждрелото. След това следва слизане до реката,на място което се вижда само по GPS трака на BGMountains следвано от ново изкачване по левия бряг. Ориентираме се по остатъци от някогашните стълби и неусетно стигаме до последното мостче, което ни отвежда на десния бряг.
Сега е моментът всеки да реши - връща ли се или продължава по кръговия маршрут с едно 200 метрово изкачване. По целия път се забелязват остатъци от пътеката само на 4-5 места и без карта на няколко места много лесно може да се сбърка. Стигне ли се до слизането по обраслия черен път вече няма какво да се обърка. Пътеката е дълга 6.6 км и се изминава за 2:30 часа.

## Топографска карта
- Лист от карта K-34-46. Мащаб: 1 : 100 000.
- Карта на екопътеката (кръгова)